# Le Songe de Scipion (roman)
Pour les articles homonymes, voir Le songe de Scipion.
Le Songe de Scipion est un roman policier historique britannique de Iain Pears, publié en 2002. L'action du récit se passe principalement dans le Comtat Venaissin et en Avignon, mais à trois époques différentes :
- Durant le Déclin de l'Empire romain d'Occident, avec comme personnage principal Manlius Hippomanes, un aristocrate gallo-romain déplorant la barbarie croissante et forcé de s'adapter pour préserver l'avenir,
- Au cours de la Peste noire du XIVe siècle, mettant en scène Olivier de Noyen, un poète au service d'un cardinal durant la (première) Papauté d'Avignon,
- Enfin dans l'entre-deux-guerres et au début de la Seconde Guerre mondiale, dont l'action est centrée autour du personnage de Julien Barneuve, un professeur d'université contraint de collaborer avec le régime de Vichy.

## Trame du roman
Le fil rouge entre ces trois époques est triple :
- les destins des héros sont similaires : ils sont tous trois confrontés à des choix cruciaux les obligeant à trahir leurs idéaux et leurs amis pour accomplir un idéal qu'ils jugent plus grand, ou par amour, ces trahisons pouvant aller jusqu'au meurtre.
- un document mystique intitulé “Le songe de Scipion” à ne pas confondre avec le célèbre texte de Cicéron qui porte le même nom, ni avec le livret mis en musique par Mozart), rédigé dans l'Antiquité, perpétué au Moyen Âge par Olivier de Noyen, redécouvert au XXe siècle par Julien Barneuve, enfin définitivement perdu à sa mort.
- le sort constamment menacé des populations juives de la région, qui sont à ces trois différentes époques les boucs émissaires des populations confrontées à des cataclysmes, ou, à l'époque contemporaine, d'un régime antisémite.

## Résumé
Les trois périodes historiques sont décrites à part dans l'article, mais, dans le roman, elles sont racontées simultanément.

### Période Antique
Sous le règne de Valentinien III, Manlius Hippomanes, aristocrate habitant aux alentours de Vasio, tente tant bien que mal de maintenir la civilisation de l'Empire Romain dans une Gaule narbonnaise en proie aux attaques des Burgondes et des Wisigoths.
Manlius Hippomanes sait que, dans cet Empire en délitement, il n'y a pas d'autorité civile ni militaire assez forte pour fédérer les forces chancelantes de la civilisation gallo-romaine. Afin d'obtenir un pouvoir qui lui permette de contrer les destructions, il choisit donc, contre ses convictions profondes, de se faire chrétien afin d'être nommé évêque. Mais, ce faisant, il spolie une famille alliée au sein de laquelle on choisit traditionnellement l'évêque du lieu.
Outre ses qualités politiques, Manlius cherche à s'imprégner de philosophie néo-platonicienne, guidé en cela par une égérie qui a pour nom Sophia, fille d'un disciple d'Hypatie d'Alexandrie, qui surveille ses progrès, vit de sa générosité financière, mais finira par le rejeter, écœurée par le cynisme de ses manipulations politiques et par le pogrom qu'il a organisé contre les Juifs, boucs émissaires idéaux en temps de crise.
Nourri de la philosophie de Sophia, Manlius écrit un texte nommé le songe de Scipion, qui sera ensuite perdu pendant près d'un millénaire. Sophia, à sa mort, est vite l'objet d'une dévotion populaire qui sera rapidement christianisée, Sophia devenant dans la légende une compagne de Marie de Magdala, venue évangéliser le Sud de la Gaule avec elle.

### Période médiévale

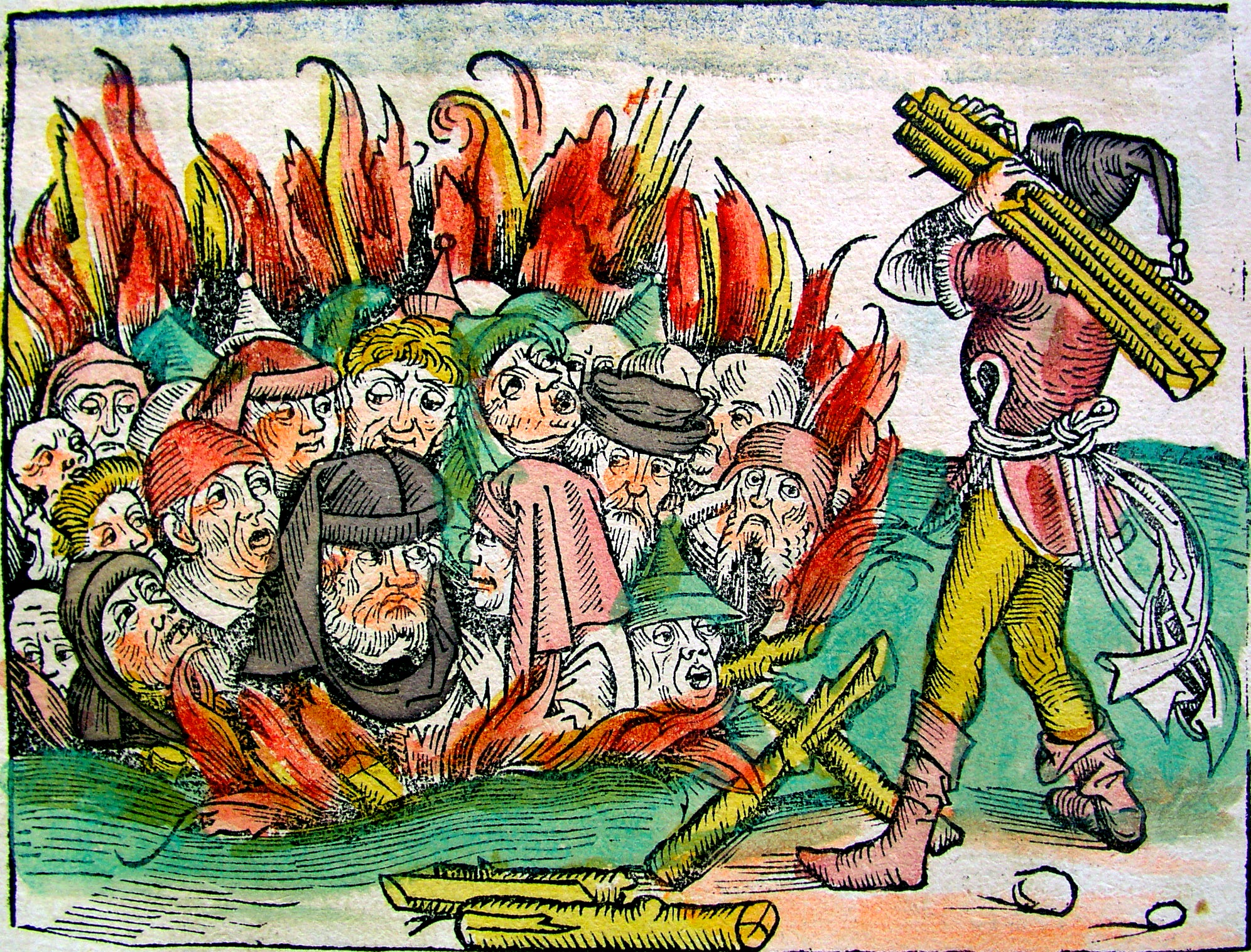
Les juifs jetés dans un bûcher pendant la Peste Noire

Le récit narre brièvement la jeunesse d'Olivier de Noyen, jeune homme au service du cardinal Ceccani alors que Clément VI est pape en Avignon. Olivier de Noyen, poète et lettré, retrouve et transcrit Le songe de Scipion rédigé par Manlius Hippomanes, et est confronté à l'épidémie de peste noire qui sévit en Europe au milieu du XIVe siècle.
Olivier de Noyen, dans le roman, est connu jusqu'au XXe siècle pour avoir séduit la femme d'un seigneur provençal, et pour l'avoir assassinée parce qu'elle refusait de rester avec lui au lieu de suivre son mari, ce qui lui avait valu d'avoir la langue et les mains tranchées. Le récit montre que ce jugement passé à la postérité est en réalité faux.
C'est un ami peintre d'Olivier, chargé des fresques de la chapelle dédiée à sainte Sophia, qui est amoureux et aimé de la grande dame en question, ce qui provoque la jalousie du mari qui assassine celle-ci, crime dont est témoin Olivier, ce qui conduira à sa condamnation. Lui-même est amoureux d'une jeune juive nommée Rébecca, recueillie par Gersonide, et s'épouvante en conséquence du complot orchestré par le cardinal Ceccani contre les Juifs, accusés d'être cause de la peste.
Favorable au retour du pape à Rome, Ceccani est donc trahi par Olivier, qui pour sauver le peuple de sa bien-aimée n'hésite pas à dénoncer les visées ambitieuses de son maître au pape.

### Seconde guerre mondiale
Julien Barneuve est un intellectuel des environs de Vaison-la-Romaine, vétéran amer de la Grande guerre, chercheur français spécialiste de la littérature du Moyen Âge et en particulier de la poésie d'Olivier de Noyen. Il retrouve dans la bibliothèque vaticane le manuscrit du Songe de Scipion et l'étudie.
Au cours de ses études, il rencontre une jeune artiste peintre juive nommée Julia de qui il tombe amoureux. Ils restent amis durant des années, jusqu'au début de la guerre. Il la présente à ses deux amis d'enfance, Marcel Laplace et Bernard Marchand, dont l'un deviendra par la suite collaborateur et l'autre résistant. Iain Pears montre au passage à quel point les stéréotypes forgés autour de ces deux termes sont solides, en montrant un Marcel certes calculateur et dont les choix politiques mèneront Julia à la mort, mais également compatissant et assumant ses fautes, tandis que Bernard, brillant et téméraire, est aussi dominateur et peu accessible à la pitié.
Au cours de la guerre, forcé pour avoir la paix nécessaire à la poursuite de ses recherches de participer à la censure sur les conseils de Marcel, et donc de collaborer, Julien finit par recueillir Julia chez lui. Pris en tenaille entre ses deux amis, il refuse de livrer Bernard à Marcel lorsque Bernard provoque un attentat qui risque d'être puni par les nazis de représailles sur des civils innocents. Marcel, désireux de sauver ces civils, et donc de condamner Bernard, contraint alors Julien à un chantage : ce dernier livre Bernard, ou bien Marcel livre Julia.
Entretemps, cette dernière est reconnue comme Juive lors d'une perquisition de la police, et déportée. Alors Julien se suicide en faisant brûler sa maison pour prévenir Bernard de s'enfuir.

## Réception et critique
La question posée par l'auteur au cours du roman est celle du « point limite où une civilisation est confrontée à la question de la barbarie ». Cette question s'est posée de manière particulièrement forte à Iain Pears quand il a eu connaissance de la vie et de la collaboration de Jérôme Carcopino. Analysant semblablement le roman comme une question posée au lecteur sur la limite de la barbarie, Ian Sansom le considère comme un de ces livres que John Ruskin nomme « livres de toujours » (« books of all time »).